# Louis de Jager
Louis de Jager (Duiwelskloof, 30 maart 1987) is een Zuid-Afrikaans golfprofessional. Hij debuteerde in 2008 op de Sunshine Tour.

## Loopbaan
Tijdens zijn golfcarrière bij de amateurs won de Jager enkele titels waarvan twee nationale titels. Hij won onder andere het South African Amateur Strokeplay Championship en het South African Amateur Stroke Match Championship
In 2008 werd hij een golfprofessional en probeerde via de Europese Tourschool te kwalificeren voor de Europese PGA Tour. Het lukte hem niet, dus besloot hij om te golfen op de Sunshine Tour. In augustus 2009 behaalde hij zijn eerste zege op de Sunshine Tour door de Sun Coast Classic te winnen.

## Prestaties

### Amateur
- 2007: South African Amateur Strokeplay Championship, South African Amateur Stroke Match Championship, Gauteng North Etonic Open, Boland Open

### Professional
Sunshine Tour
| Nr. | Datum            | Toernooi                                      | Score        | Score | Info                                                      |
| --- | ---------------- | --------------------------------------------- | ------------ | ----- | --------------------------------------------------------- |
| 1   | 8 augustus 2009  | Sun Coast Classic                             | 68-68-71=207 | –9    | [ 1 ]                                                     |
| 2   | 5 september 2014 | Vodacom Origins of Golf Tour - Wild Coast Sun | 63-68-77=208 | –2    | Won de play-off van Haydn Porteous en Jaco Ahlers         |
| 3   | 6 november 2014  | Nedbank Affinity Cup                          | 68-68-68=204 | –12   | Won de play-off van Danie van Tonder en Vaughn Groenewald |